# 徐立清
徐立清（1910年4月5日—1983年1月6日），原名徐映清，生于河南省商城县吴店区申家湾（今安徽省金寨县），中国人民解放军中将。

## 生平

### 早年经历
徐立清7岁时进入私塾断断续续读了三年半书，1929年4月家乡参加当地农民自卫军，8月参加了中国工农红军，次年9月成为中国共产党党员。1931年起任红四军十一师政治部组织科干事，参加鄂豫皖苏区反围剿战争。1932年，随方面军主力西进川陕苏区，次年部队扩编，历任方面军政治部组织科科长、第三十二团政治处主任、第十二师政治部主任、军政治部主任，率部参加了仪南战役等。1934年7月起，任红四方面军总医院政治部主任，红四方面军总卫生部政治委员，参加长征。1936年10月随部西渡黄河，参加西路军作战。西路军失败后，辗转逃回，任援西军政治部教育科科长。

### 抗日战争与第二次国共内战
抗日战争爆发后，任八路军129师政治部组织股股长兼骑兵团政治处主任、政治部组织部部长。1938年，调任冀南东进纵队政治委员兼第5支队政治委员，率部参加反扫荡战争。次年5月，复任129师政治部组织部部长。1940年回延安，先后入八路军军政学院和中共中央党校学习，曾任党校二部组教科科长。1944年2月，任陕甘宁晋绥联防军新编第四旅政治委员。1945年8月，指挥爷台山战役，阻击进入陕甘宁边区的国民革命军。
第二次国共内战时期，先后任陕甘宁晋绥联防军政治部主任，西北野战军政治部主任，同彭德怀、习仲勋等指挥部队进行青化砭伏击战、羊马河伏击战、蟠龙镇攻坚战、沙家店战役等。1947年10月，调任西北野战军第6纵队政治委员。1948年，他率部进入外线，参与宜川战役、西府陇东战役、荔北战役等。1949年，任第一野战军第6军政治委员、第2兵团副政治委员兼政治部主任，接连率部参与陕中战役、扶郿战役、兰州战役，平定西北战事。

### 中华人民共和国成立后
中华人民共和国建国后，任第一野战军第一兵团政治委员，兼任新疆军区政治部主任、中共中央新疆分局副书记，组织在新疆执行中华人民共和国民族政策。1950年10月，调任总干部部副部长，分管全军干部任免和组织调配工作。曾参加领导制定了《中国人民解放军各级干部管理部门工作职责》（草案）、《中国人民解放军干部任免暂行办法》、《中国人民解放军军官服役条例》等一系列文件，并参与军衔制度的筹备工作。1955年授予军衔时，徐立清原被定为上将军衔，但徐立清固辞不受，最终降为中将（享上将待遇），获一级八一勋章、一级独立自由勋章、一级解放勋章。
1960年12月，任中国人民解放军总政治部副主任。文化大革命运动中，被撤销中共党内外一切职务。1973年底被恢复工作，先后任济南军区政治委员，总政治部副主任，成都军区第一政治委员。1977年任中共中央军委委员。1978年任中共中央军委人民武装委员会副主任。1982年被选为中共中央顾问委员会委员。1983年1月6日，徐立清在北京逝世。